# Magic Baskets 2
Série
Magic Baskets
(2002)
Pour plus de détails, voir Fiche technique et Distribution.
Magic Baskets 2 ou Tout comme Mike 2 au Québec (Like Mike 2: Streetball), est un film américano-canadien sortie directement en vidéo en 2006.

## Synopsis
Jerome Jenkins Jr., un jeune garçon afroaméricain de 12 ans, rêve de devenir de maître du terrain de basket-ball pour ne plus être la cible des écrasements des grands. Malheureusement, il est trop jeune, pas assez grand et peu rapide. Un jour, avant qu'un orage n'éclate, il trouve une paire de baskets qui ont appartenu à un certain M. J.. Celles-ci vont alors l'aider à devenir un grand joueur de basket-ball.
Mais Jerome comprend alors qu'il y a un prix à payer pour être le roi du basket, et depuis qu'il a découvert cette paire, il passe beaucoup moins de temps avec ses amis.

## Fiche technique
- Titre : Magic Baskets 2
- Titre québécois : Tout comme Mike 2
- Titre original : Like Mike 2: Streetball
- Réalisation : David Nelson
- Scénario : Keith Mitchell et Allie Dvorin, d'après les personnages créés par Michael Elliot
- Musique : Stanley Clarke
- Direction artistique : Geoff Wallace
- Décors : Eric Norlin
- Costumes : Maria Livingstone
- Photographie : Albert J. Dunk
- Son : David Novack, Greg Stewart
- Montage : Dennis M. Hill
- Production : David Bixler

Coproduction : Vicki Sotheran et Michael Elliot
- Sociétés de production[1] : Twentieth Century Fox, avec la participation de 20th Century Studios Home Entertainment
- Sociétés de distribution : 20th Century Studios Home Entertainment (États-Unis - DVD)
- Budget : 5 millions de $ (estimation)[2],[3]
- Pays d'origine :  États-Unis,  Canada
- Langue originale : anglais
- Format[4] : couleur - 1,78:1 (Widescreen) (16:9 - son Dolby Digital
- Genre : comédie, sport
- Durée : 92 minutes
- Dates de sortie[5] :
  - États-Unis : 6 juin 2006 (sortie directement en vidéo)
- Classification[6] :
  -  États-Unis : Certaines scènes peuvent heurter les enfants - Accord parental souhaitable (PG - Parental Guidance Suggested) (certificat #42380).[Note 1].
  -  Canada : Tous publics (G - General).

## Distribution
- Jascha Washington : VF Donald Reignoux Jerome Jenkins Jr.
- Michael Beach : VF (Frantz Confiac) Jerome Jenkens, Sr., le père de Jerome Jr.
- Moneca Delain : VF (Céline Ronté)Lexi Lopez
- Brett Kelly : Rodney, un des meilleurs amis de Jerome Jr. / VF (Lewis Weill)
- Kel Mitchell : VF Lucien Jean-Baptiste Ray

## Distinctions

### Nominations
- Prix Leo 2007 : Meilleur montage sonore dans un long métrage dramatique pour Stephen Cheung, Jeff Jackman, Chester Biolowas, Ian Emberton et Rick Senechal[7].

## Autour du film
- Ce téléfilm se constitue comme la suite de Magic Baskets (2002).